# 존 큐
《존 큐》(영어: John Q)는 2002년에 개봉한 미국의 스릴러 드라마 영화이다. 닉 캐서베티스가 연출하고, 덴절 워싱턴이 제목과 동명인 주인공을 연기하였다. 그 외에 로버트 듀발, 제임스 우즈, 앤 헤이치, 킴벌리 엘리스, 레이 리오타 등이 출연한다.
미국 시카고를 배경으로 하고 있으나 캐나다 온타리오주의 토론토와 해밀턴, 앨버타주 캔모어에서 촬영이 이루어졌다. 평단으로부터 대체로 부정 평가를 받았으나 흥행에 성공하였다.

## 줄거리
시카고 공장 직원 존은 아들 마이클이 당장 심장 이식 수술을 받아야 한다는 걸 알게 된다. 저축금 1,000 달러가 전부인 상황에서 병원은 심장 이식 대기자 명단에 이름을 올리려면 수술비 총 250,000 달러 중 75,000 달러를 선금으로 내라고 말한다.
존은 공장에서 무단으로 가입 보험사를 교체했다는 사실을 알게 된다. 현 보험사는 최근 존이 근무하는 시간이 줄어든 점을 근거로 정규직인 존을 비정규직으로 처리하며 지불을 거부한다.
마이클이 자택에서 사망할 수 있도록 병원에서 퇴원 절차를 시작하자 존은 응급실 의사, 병원 직원, 환자들을 인질로 잡고 명단에 마이클 이름을 올리길 요구한다. 존이 겪는 미국 의료 체계 병폐에 공감하는 인질들, 그리고 방송을 통해 상황을 접한 대중은 존을 응원하기 시작하는데...

## 출연
- 덴절 워싱턴 - 존 퀸시 "존 큐" 아치볼드 역
- 킴벌리 엘리스 - 데니즈 아치볼드 역
- 제임스 우즈 - 레이먼드 터너 의사 역: 심장과 전문의.
- 앤 헤이치 - 리베카 페인 역: 병원 행정 관리자.
- 로버트 듀발 - 프랭크 그라임스 경위 역: 경찰측 교섭자.
- 레이 리오타 - 거스 먼로 경찰청장 역
- 에디 그리핀 - 레스터 매슈스 역: 환자.
- 숀 해터시 - 미치 퀴글리 역
- 헤더 월퀴스트 - 줄리 버드 역: 미치에게 학대 당해온 여자친구.
- 데이비드 손턴 - 지미 폴럼보 역: 아치볼드 부부의 친구.
- 로라 해링 - 지나 폴럼보 역: 아치볼드 부부의 친구.
- 이선 수플리 - 맥스 콜린 역: 경비원.
- 케빈 코널리 - 스티브 매과이어 역: 응급구조사.
- 폴 조핸슨 - 턱 램플리 역: 방송국 기자.
- 트로이 바이어 - 미리엄 스미스 역: 임산부.
- 트로이 윈부시 - 스티브 스미스 역
- 디나 스파이비 - 데비 어틀리 역
- 버네사 브랜치 - 간호사 역
- 스테퍼니 무어 - 담당 간호사[3] 역
- 제이 레노 - 본인 역
- 래리 킹 - 본인 역
- 테드 데미 - 본인 역
- 나스 - 본인 역
- 빌 마 - 본인 역
- 아리아나 허핑턴 - 본인 역

그 외
- 힐러리 클린턴 - 자료 화면
- 제시 잭슨 - 자료 화면

## 우리말 녹음
KBS 성우진 (2004년 5월 8일)
- 구자형 - 존 큐(덴절 워싱턴)
- 이완호 - 프랭크(로버트 듀발)
- 김세한 - 터너(제임스 우즈)
- 서혜정 - 리베카(앤 헤이치)
- 박기량 - 먼로(레이 리오타)
- 이봉준 - 레지(제임스 피너티)
- 이호인 - 지미(데이비드 손턴)
- 장승길 - 무디(오바 바바툰데)
- 김익태 - 레스터(에디 그리핀)
- 정옥주 - 데니즈(킴벌리 엘리스)
- 김태웅 - 램플리(폴 조핸슨)
- 함수정 - 클라인(러리사 래스킨)
- 김희선 - 지나(로라 해링)
- 장우영 - 데비(디나 스파이비)
- 구민선 - 마이크(대니얼 E. 스미스)
- 변영희 - 매과이어(케빈 코널리)
- 양석정 - 미치(숀 해터시)

## 같이 보기
- 건강 형평성
- 뜨거운 오후
- 머니 몬스터